# Операция «Арбалет»
Операция «Арбалет» или Операция «Кроссбоу» (англ. Operation Crossbow — Арбалет) — британская военная операция времен Второй мировой войны по уничтожению немецкого оружия дальнего радиуса действия Фау-1 и  Фау-2. Операция была направлена против научных исследований и разработок оружия, их производства, транспорта на стартовые позиции и перехвата ракет в полете.
В июне 1942 года Германия начала работать над новым секретным оружием. Британской разведке впервые стало известно об этом оружии, когда 22 августа 1942 датский морской офицер обнаружил летательный аппарат, который совершил аварийную посадку на небольшом острове между Германией и Швецией. Офицер доставил фотографию и подробный эскиз орудия в Великобританию.
Британская военная разведка через движение Сопротивления в Германии обнаружила, что ракеты были построены на северо-востоке Германии в Пенемюнде. Для противодействия новому оружию в мае 1943 года Уинстон Черчилль приказал начать операцию по обнаружению и уничтожению этого оружия. В течение следующих нескольких месяцев бомбардировочная авиация сбросила более 36 000 тонн бомб на выявленные цели и практически уничтожила мощности для производства нового оружия.
Разрушены заводы по производству ракет и укрепленные пусковые бункеры. Разрушено практически законченное строительство позиции сверхдальнего орудия Фау-3.

## В культуре
- Операция «Арбалет» — британский художественный фильм 1965.